# デビッド・M・ケリー
デビッド・ケリー（David Kelley、1951年2月10日 - ）は、アメリカ人の経営者、起業家、デザイナー、エンジニア、そして教師である。 彼はデザイン会社IDEOの創設者で、会長、経営パートナー、スタンフォード大学の教授をしている。 彼はデザイン教育とデザインに貢献したことでいくつかの栄誉を受けている。

## 個人の生活
ケリーはオハイオ州バーバートンで生まれた。 彼の弟は、IDEOの総責任者であり、『発想する会社! 』と『イノベーションの達人!
』の著者であるトム・ケリーである。
共通の友人であるスティーブ・ジョブズを通して知合った、IntelliCorpの元CEO キャサリン・C・ブランスコムと結婚している。

## 業界での実績
彼は1973年にカーネギーメロン大学で電気工学の学士号を取得し、Sigma Alpha Epsilon fraternityのメンバーでした。それから、エンジニアとして、最初はボーイングで、その後はNCRで仕事をした
。
ボーイングでは、ボーイング 747のトイレの利用表示のデザインを担当した。
この経験から彼は学校に戻る。1977年には、スタンダード大学のDesign in Joint Program（一般にプロダクトデザインプログラムと呼ばれる）から修士号を取得した
。
1978年、スタンフォード・プロダクト・デザインの卒業生Dean Hoveyと提携し、Hovey-Kelley Designを設立した。 Hoveyが他の道を探る為に離脱、David Kelley Design（DKD）と改称した。

1984年に、初期のベンチャーキャピタル会社であるOnset Venturesを共同設立した。 また、多くの映画への提供の一つである『フリー・ウィリー』のクジラを担当した、特殊効果会社エッジ・イノベーション（Edge Innovations）を、共同設立した。
1991年、ケリーは、DKDを3つの他のデザイン会社（マイク・ヌタルのパロアルトにあったマトリックスプロダクトデザイン、ビル・モグリッジが設立したサンフランシスコのID TWOとロンドンのMoggridge Associatesという2社）と合併してIDEOを創設し、 会長と役員として、引き続きIDEOで積極的に役割を果たしている。

## 教育分野での活躍
ケリーは1978年にスタンフォード・プロダクト・デザイン・プログラムで指導を始めた。 彼は短期間だけ博士課程の学生だった
。
1990年には、教授に就任し、2002年には機械工学のドナルド・W・ウィッティア記念講座教授に指名された。
2004年、ケリーは、スタンフォード大学ハッソ・プラットナー・デザイン研究所（「d.school」と呼ばれる）の創設を主導した。

## 書籍、講演、賞
ケリーは、アメリカを代表するデザイン・イノベーターの一人として認められている。
2013年、デビッドと弟のトムは、Forbesのレビューで「力強く、説得力があり、絶望的で希望的で楽観的な書」と称された『クリエイティブ・マインドセット』を出版した。
2012年、ケリーはTED 2012で『自分のクリエイティビティに自信を持つ方法』という講演をした。彼は以前にもTED 2002で、『人間中心のデザイン』という講演を行っている。
2009年には、Rutgers大学のトーマス・エジソン紙によるEdison Achievement Awardを、彼の「画期的な製品、サービス、そして消費者のためのデザインの先駆的な貢献、そして幅広い影響力を持つ革新的な文化の開発」により、受賞しました。

2005年に、彼の"デザイン教育への著しい貢献"に対して、Sir Misha Black Medalを獲得した。
2001年、クーパー・ヒューイット国立デザイン博物館はデビッド・ケリーとIDEOに製品デザインのNational Design Awardを授与した
。
2000年には、クライスラーデザイン賞を受賞し、「デザインの実践に影響を与える」ために国立工学アカデミーに選出した 。